# Cannondale Pro Cycling
A Cannondale Pro Cycling (UCI csapatkód: CAN) (korábban Liquigas és Liquigas–Cannondale)  egy megszűnt olasz profi országúti kerékpárcsapat. ProTour besorolással rendelkezett. A 2015-ös szezonra egyesült a korábbi Garmin–Sharp csapattal, Team Cannondale–Garmin néven.

## Keret (2014)
2014. január 1-jei állapot:
|     | Név                  | Születésnap                    |
| --- | -------------------- | ------------------------------ |
| ITA | Ivan Basso           | 1977. november 26. (47 éves)   |
| NZL | George Bennett       | 1990. április 7. (34 éves)     |
| ITA | Alberto Bettiol      | 1993. október 29. (31 éves)    |
| POL | Maciej Bodnar        | 1985. március 7. (40 éves)     |
| CAN | Guillaume Boivin     | 1989. szeptember 25. (35 éves) |
| ITA | Damiano Caruso       | 1987. október 12. (37 éves)    |
| ITA | Alessandro De Marchi | 1986. május 19. (38 éves)      |
| ITA | Davide Formolo       | 1992. október 24. (32 éves)    |
| ITA | Oscar Gatto          | 1985. január 1. (40 éves)      |
| USA | Ted King             | 1983. január 31. (42 éves)     |
| GER | Michel Koch          | 1991. október 15. (33 éves)    |
| SLO | Kristijan Koren      | 1986. november 25. (38 éves)   |
| AUT | Matthias Krizek      | 1988. szeptember 29. (36 éves) |
| ITA | Paolo Longo Borghini | 1980. december 10. (44 éves)   |

|     | Név                | Születésnap                   |
| --- | ------------------ | ----------------------------- |
| ITA | Alan Marangoni     | 1984. július 16. (40 éves)    |
| ITA | Marco Marcato      | 1984. február 11. (41 éves)   |
| FRA | Jean-Marc Marino   | 1983. augusztus 15. (41 éves) |
| SLO | Matej Mohorič      | 1994. október 19. (30 éves)   |
| ITA | Moreno Moser       | 1990. december 25. (34 éves)  |
| ITA | Daniele Ratto      | 1989. október 5. (35 éves)    |
| ITA | Fabio Sabatini     | 1985. február 18. (40 éves)   |
| SVK | Juraj Sagan        | 1988. december 23. (36 éves)  |
| SVK | Peter Sagan        | 1990. január 26. (35 éves)    |
| ITA | Cristiano Salerno  | 1985. február 18. (40 éves)   |
| COL | Cayetano Sarmiento | 1987. március 28. (37 éves)   |
| ITA | Davide Villella    | 1991. június 27. (33 éves)    |
| ITA | Elia Viviani       | 1989. február 7. (36 éves)    |
| AUS | Cameron Wurf       | 1983. augusztus 3. (41 éves)  |